# Alte Pfarrkirche St. Cyriakus (Niederau)

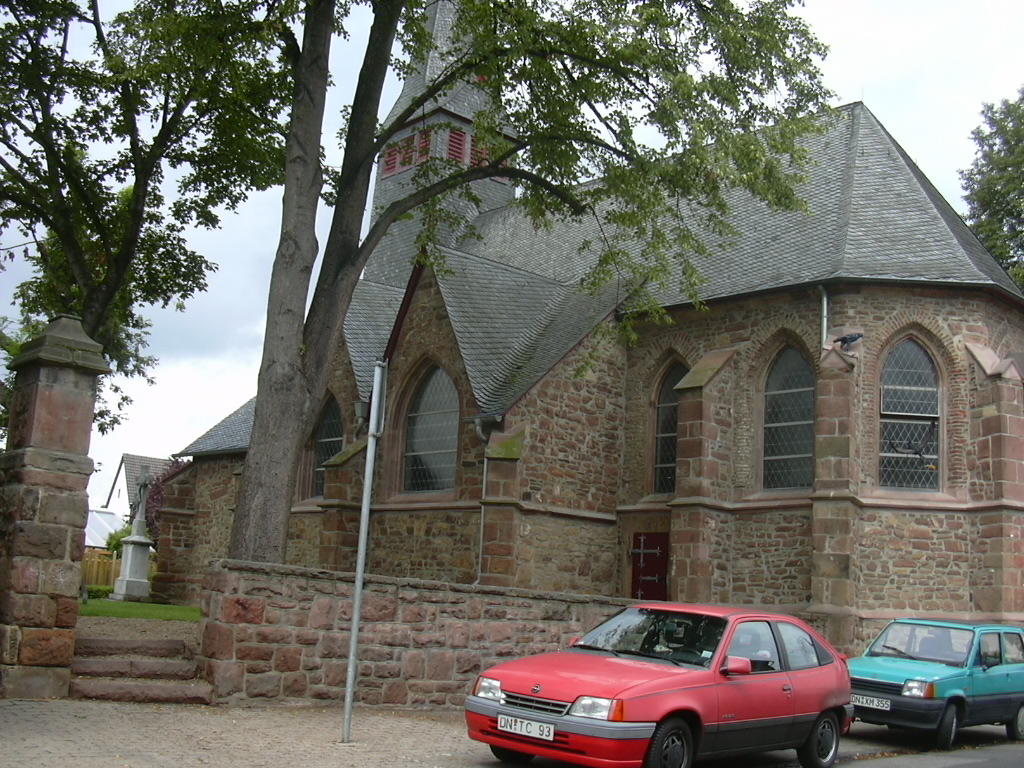
Die alte Kirche

Die Alte Pfarrkirche im Dürener Stadtteil Niederau trägt das Patrozinium des heiligen Cyriakus. Sie gehört zur römisch-katholischen Pfarrei St. Lukas mit der Pfarrkirche St. Anna. Die neue Niederauer Pfarrkirche wurde 2015 zur Grabes- und Auferstehungskirche St. Cyriakus umgewidmet.
Die Kirche wurde im 15. Jahrhundert erbaut. Sie hat einen älteren romanischen Kern aus dem 12. Jahrhundert.
Die gotische Hallenkirche aus Sandstein, Bruchstein mit Werksteingewänden und Strebepfeilern hat einen 5/8 Chorschluss mit Vorchorjoch. Der ältere Kern an der Westfront ist durch eine Baunaht erkennbar. Auf dem Gebäude stehen verschieferte Satteldächer mit quadratischem Dachreiter. Im Inneren befindet sich noch das Chorgestühl aus dem 18. Jahrhundert.
Das Bauwerk ist unter Nr. 2/003 in die Denkmalliste der Stadt Düren eingetragen.
Unter dem Auftritt vor dem Hochaltar liegt ein Grabstein mit Wappen und der Inschrift: ANNO 1603, DEN 23. IUNI, STARB DIE WOHLEDLE EHREN- UND TUGENDREICHE FRAU B. CECILIA VON WIDDENDORF, GEBOREN VON DEN BONGART, FRAU VON ELMPT UND BURGAU...